# 虚血性心疾患
虚血性心疾患 （きょけつせいしんしっかん、Ischemic Heart Disease、IHD）とは、冠動脈の閉塞や狭窄などにより心筋への血流が阻害され、心臓に障害が起こる疾患の総称である。
狭心症や心筋梗塞がこの分類に含まれ、冠動脈疾患と同義である。

## 概要
アメリカ合衆国では1950年代から心臓病患者の増加が問題となっていたが、朝鮮戦争で死亡したアメリカ人兵士を解剖した医師が冠動脈に動脈硬化症を発見したことから、虚血性心疾患と動脈硬化症との関連が明らかとなった。
日本でもかつて死に直結する病であったが、1979年、東京都で休日の救急体制が敷かれるなど医学の進歩に応じて積極的な医療が行われるようになった。
症状に応じて、薬物治療・冠動脈バイパス術（CABG）・経皮的冠動脈形成術（PCI、PTCA）が行われる。

## 病態

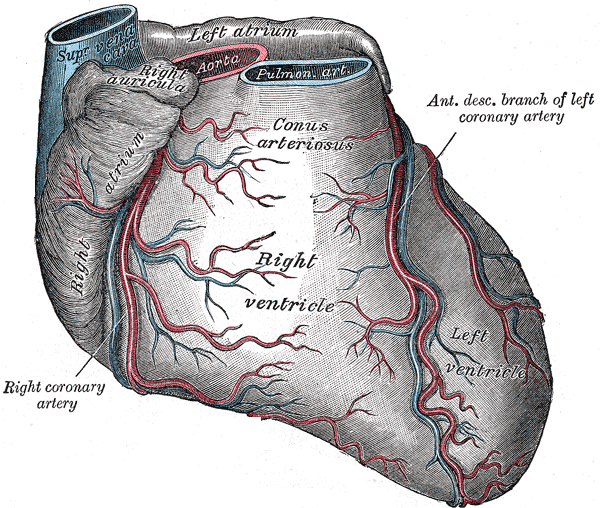
心臓を取り巻く冠動脈。

心臓を取り巻く冠動脈は心筋へ栄養と酸素を含んだ血液を供給している。この血管の閉塞や狭窄などによって心筋への血液が阻害される状態を心筋虚血といい、これにより引き起こされる疾患を虚血性心疾患という。
動脈硬化などで起こる狭窄は心筋に必要な血液不足を生じさせ、胸痛などの症状（狭心症）、さらに進行すれば心筋梗塞へと至る。
虚血性心疾患による心筋の収縮力低下は心不全を招き、これを虚血性心不全という。

## 危険因子
日本人の危険因子は以下のとおり。
1. 加齢：男性45歳以上、女性55歳以上
2. 冠動脈疾患の家族歴（両親、祖父母、兄弟、姉妹）
3. 喫煙
4. 高血圧：収縮期血圧140以上あるいは拡張期血圧90 mmHg以上
5. 肥満：BMI25以上かつウエスト周囲径が男性85 cm、女性90 cm以上
6. 耐糖能異常（境界型および糖尿病型）
7. 高コレステロール血症（総コレステロール220 mg/dL以上あるいはLDLコレステロール140 mg/dL以上）
8. 高トリグリセリド血症（トリグリセリド150 mg/dL以上）
9. 低HDLコレステロール血症（HDLコレステロール40 mg/dL未満）
10. メタボリックシンドローム[注釈 1]
11. 精神的、肉体的ストレス

## 死亡者数に対する原因別割合と順位
| 順位 | 疾病                 | DALYs （万） | DALYs （%） | DALYs （10万人当たり） |
| ---- | -------------------- | ------------ | ----------- | ---------------------- |
| 1    | 新生児疾患           | 20,182.1     | 8.0         | 2,618                  |
| 2    | 虚血性心疾患         | 18,084.7     | 7.1         | 2,346                  |
| 3    | 脳卒中               | 13,942.9     | 5.5         | 1,809                  |
| 4    | 下気道感染症         | 10,565.2     | 4.2         | 1,371                  |
| 5    | 下痢性疾患           | 7,931.1      | 3.1         | 1,029                  |
| 6    | 交通事故             | 7,911.6      | 3.1         | 1,026                  |
| 7    | COPD                 | 7,398.1      | 2.9         | 960                    |
| 8    | 糖尿病               | 7,041.1      | 2.8         | 913                    |
| 9    | 結核                 | 6,602.4      | 2.6         | 857                    |
| 10   | 先天異常             | 5,179.7      | 2.0         | 672                    |
| 11   | 背中と首の痛み       | 4,653.2      | 1.8         | 604                    |
| 12   | うつ病性障害         | 4,635.9      | 1.8         | 601                    |
| 13   | 肝硬変               | 4,279.8      | 1.7         | 555                    |
| 14   | 気管、気管支、肺がん | 4,137.8      | 1.6         | 537                    |
| 15   | 腎臓病               | 4,057.1      | 1.6         | 526                    |
| 16   | HIV / AIDS           | 4,014.7      | 1.6         | 521                    |
| 17   | その他の難聴         | 3,947.7      | 1.6         | 512                    |
| 18   | 墜死                 | 3,821.6      | 1.5         | 496                    |
| 19   | マラリア             | 3,339.8      | 1.3         | 433                    |
| 20   | 裸眼の屈折異常       | 3,198.1      | 1.3         | 415                    |

日本の原因疾患別死亡者数の割合と順位では、虚血性心疾患は1954年は5位、1955年から1957年まで4位、1958年から1984年まで3位、1985年から1994年まで2位、1995年から1996年まで3位、1997年から2018年まで2位であり、2018年度は死亡者数136万2470人のうち、虚血性心疾患による死者数は20万8221人であり、死亡者総数に対する割合は15.3%である。